# Chu Nhân
Chu Nhân (tiếng Trung: 朱茵), (báo chí Việt Nam hay gọi là Chu Ân) (sinh ngày 25 tháng 10 năm 1971) là nữ ca sĩ, diễn viên người Hồng Kông được biết tới qua các vai diễn trong phim của Châu Tinh Trì như Trường học Uy Long 2 và Tân Tây du ký.

## Tiểu sử
Từ năm 1990 đến năm 1992, Chu Nhân theo học diễn xuất tại Học viện Nghệ thuật Diễn xuất Hồng Kông đồng thời đảm nhận vai trò người dẫn chương trình cho đài TVB.
Sau khi tốt nghiệp, cô có vai diễn điện ảnh đầu tay vào năm 1994 trong bộ phim hành động hài Trường học Uy Long 2 (逃學威龍2) của ngôi sao phim hài Châu Tinh Trì. Sau Trường học Uy Long, cô và Châu Tinh Trì còn đóng chung trong phim điện ảnh ăn khách Tân Tây du ký (1995).
Bên cạnh các vai diễn điện ảnh, Chu Nhân còn có một vai diễn đáng chú ý trên truyền hình, đó là vai Hoàng Dung trong chuyển thể truyền hình năm 1994 của Anh hùng xạ điêu, tiểu thuyết võ hiệp nổi tiếng của nhà văn Kim Dung nhưng không nhận được nhiều xếp hạng. Kể từ giữa thập niên 1990, Chu Nhân không còn nhiều vai diễn nổi bật. Cô còn thử sức trong vai trò ca sĩ, tuy nhiên sự nghiệp ca hát của cô cũng không gây được tiếng vang ở Hồng Kông.

## Đời tư
Ngoài Châu Tinh Trì, Chu Nhân được cho là hẹn hò với Huỳnh Quán Trung, thành viên của nhóm nhạc Beyond từ năm 1998. Hai người đã kết hôn năm 2012 và cùng năm họ đón con gái đầu lòng, tên thường gọi là Debbie.

## Phim

### Phim điện ảnh
| Năm  | Tên phim                                  | Tên gốc                      | Vai                       | Ghi chú   |
| ---- | ----------------------------------------- | ---------------------------- | ------------------------- | --------- |
| 1992 | To Miss with Love                         | 逃學外傳                     | Lai Man-si                |           |
| 1992 | Nữ cảnh sát siêu đẳng                     | 超级女警                     | Yoki                      |           |
| 1992 | Trường học uy long 2                      | 逃學威龍2                    | Sandy                     |           |
| 1993 | Once a Cop                                | 超級計劃                     | Annie Lee                 |           |
| 1993 | Taxi Hunter                               | 的士判官                     | Yan                       |           |
| 1993 | Phong Trần Tam Hiệp                       | 風塵三俠                     | Pearl Chan                |           |
| 1993 | Gia Tộc Quỷ Răng Hô                       | 一屋哨牙鬼                   | Chu Lee-mei               |           |
| 1994 | Đèn lồng                                  | 燈籠                         | Fong                      |           |
| 1994 | Easy Money                                | 先洗未來錢                   | Sisi Li                   |           |
| 1995 | Shaolin Kung Fu Kids                      | 笑林老祖                     | Sister Lam                |           |
| 1995 | Trouble Maker                             | 蠟筆小小生                   |                           |           |
| 1995 | Remember M, Remember E                    | 那有一天不想你               | Chui Ching                |           |
| 1995 | Cupid Love                                | 七月俏佳人                   | Ching-ching               |           |
| 1995 | Tây du ký Nguyệt quang bảo hợp            | 西遊記第壹佰零壹回之月光寶盒 | Tử Hà tiên tử / Lâm Tử Hà |           |
| 1995 | Tân tây du ký phần II                     | 西遊記大結局之仙履奇緣       | Lâm Tử Hà                 |           |
| 1996 | The Feeling of Love                       | 重慶愛情感覺                 |                           |           |
| 1996 | Hero of Swallow                           | 神偷燕子李三                 | Chinny                    |           |
| 1997 | Ah Fai the Dumb                           | 天才與白痴                   | Man-man                   |           |
| 1998 | Temptress of a Thousand Face              | 千面嬌娃                     | Sherry Wong               |           |
| 1998 | Tricky King                               | 超級整蠱霸王                 | DKNY / Yandy              |           |
| 1998 | Step into the Dark                        | 夜半無人屍語時               | Faith Ching               |           |
| 1998 | Tân Đường Sơn đại huynh                   | 新唐山大兄                   | Sin                       |           |
| 1998 | The Love and Sex of the Eastern Hollywood | 愛在娛樂圈的日子             | Yue                       |           |
| 1998 | Take Five                                 | 對不起，幹掉你               |                           |           |
| 1998 | Raped by an Angel 2: The Uniform Fan      | 強姦2 制服誘惑               | Po-man                    |           |
| 1998 | The Conman                                | 賭俠1999                     | Ching                     |           |
| 1999 | The H.K. Triad                            | O記三合會檔案                |                           |           |
| 1999 | The Boss Up There                         | 生命楂Fit人                  | Fong Hei-tung             |           |
| 1999 | Raped by an Angel 4: The Raper's Union    | 強姦終極篇之最後羔羊         | Po-man                    |           |
| 1999 | Horoscope 1: The Voice from Hell          | 生人勿近之問米               | Jojo                      |           |
| 2000 | Love Correction                           | 緣份有Take 2                 | Emma Lau                  |           |
| 2000 | Conman in Tokyo                           | 中華賭俠                     | Karen                     |           |
| 2001 | Kinh thiên đại đào vọng                   | 驚天大逃亡                   | Kam Lan                   |           |
| 2001 | Never Say Goodbye                         | 有人說愛我                   | Jean                      |           |
| 2002 | Thiên Hạ Vô Song                          | 天下無雙                     | Amour Amour               | Khách mời |
| 2002 | Time 4 Hope                               | 二人三足                     | Cindy                     |           |
| 2003 | Shiver                                    | 心寒                         | Sammi Mok Sum-yi          |           |
| 2003 | Dack Night Wolf                           |                              |                           |           |
| 2004 | Sex and the Beauties                      | 性感都市                     | Kwan Tak-han              |           |
| 2004 | Love is a Many Stupid Thing               | 精裝追女仔2004               | Chu Yan                   | Khách mời |
| 2007 | Whispers and Moans                        | 性工作者十日談               | Coco                      |           |
| 2010 | Việt quang bảo hạp                        | 越光寶盒                     | Purple Cloud              | Khách mời |
| 2010 | The Aroma City                            | 芳香之城傳奇                 | So Ling-fong              |           |
| 2010 | Let Love Go Home                          | 讓愛回家                     | Ng Fan                    |           |

### Phim truyền hình
| Năm  | Tên phim                | Tên gốc           | Vai                                    | Kênh | Ghi chú       |
| ---- | ----------------------- | ----------------- | -------------------------------------- | ---- | ------------- |
| 1993 | Đồng Thoại Nơi Đô thị   | 都市的童話        | Ding Dang                              | TVB  |               |
| 1993 | Thiếu Niên Ngũ Hổ       | 少年五虎          | Yeung Suet-lai                         | TVB  |               |
| 1993 | Nguyên Chấn Hiệp        | 原振俠            | Wan-choi                               | TVB  |               |
| 1993 | Truy Nhật Hào Hùng      | 龍兄鼠弟 / 追日者 | Suen Ho-ho                             | TVB  |               |
| 1994 | Anh hùng xạ điêu        | 射鵰英雄傳        | Hoàng Dung                             | TVB  |               |
| 1997 | Trận Chiến Tham Ô       | 廉政行動組        | Chiu Wing-yee                          | TVB  |               |
| 1997 | Nỗi lòng thấu trời xanh | 蒼天有淚          | Xiao Yujuan                            |      | Phim Đài Loan |
| 2000 | Tân Thiếu Lâm Tự        | 新少林寺          | Princess Haotai                        |      | Phim Đại Lục  |
| 2000 | Kaixin Jiuhao           | 開心就好          | Susie                                  |      | Phim Đại Lục  |
| 2000 | Tiểu Bảo và Khang Hy    | 小寶與康熙        | A Kha                                  | TVB  | Đồng sản xuất |
| 2002 | Tiêu Thập Nhất Lang     | 蕭十一郎          | Shen Bijun                             | CTV  | Phim Đại Lục  |
| 2002 | Như Lai Thần Chưởng     | 如來神掌          | Đồ Tuyết Hoa / Sun Biyun / Sun Jinling | ATV  | Phim Đài Loan |
| 2003 | Nannü Zidian            | 男女字典          | Kelly                                  | PCCW |               |
| 2005 | Eonian Hero             | 逐日英雄          | Xiang Wanting                          |      | Phim Đại Lục  |
| 2006 | Tuyết Sơn Phi Hồ        | 雪山飛狐          | Yuan Ziyi                              | ATV  |               |
| 2007 | Bạo Vũ Lê Hoa           | 暴雨梨花          | Lu Huanong                             |      | Phim Đại Lục  |
| 2008 | Gorgeous Adventure      | 華麗冒險          | Amy                                    |      | Phim Đại Lục  |
| 2008 | Yiqian Di Yanlei        | 一千滴眼淚        | Shen Xinyi                             |      | Phim Đại Lục  |
| TBA  | A World Without Walls   | 沒有牆的世界      | Tai Mung                               | RTHK |               |

## Chương trình khác

### Truyền hình thực tế
| Năm  | Tên chương trình   | Tên tiếng Hoa | Kênh               |
| ---- | ------------------ | ------------- | ------------------ |
| 2015 | Thần tượng đến rồi | 偶像来了      | Truyền hình Hồ Nam |